# برينثيس دافني
برينثيس دافني (بالإنجليزية: Brenthis daphne) هي نوع من الفراشات يتبع جنس برينثيس من الفصيلة الحورائيات. تُعرف هذه الفراشة أيضًا باسم "فريتيلاري الدفني".

## التوزيع والموطن
تنتشر برينثيس دافني في مناطق واسعة تشمل جنوب ووسط أوروبا، عبر آسيا الصغرى، القوقاز، إيران، وحتى سيبيريا.
تفضل هذه الفراشة الموائل المشمسة مثل المروج، أطراف الغابات، والمناطق الجبلية حتى ارتفاعات تقارب 2000 متر فوق مستوى سطح البحر.

## الوصف
تمتاز هذه الفراشة بجناحين يصل باعها إلى ما بين 35 و50 ملم. لون الأجنحة العلوية برتقالي مع نمط من البقع والخطوط الداكنة المميزة. الأجنحة السفلية تحتوي على بقع فضية أو لؤلؤية، ما يميزها عن أنواع أخرى مشابهة.

## علم الأحياء
تظهر الفراشة البالغة عادة من يونيو حتى أغسطس. تتغذى اليرقات على نباتات من جنس الروبيوس مثل العليق (Rubus fruticosus) وأنواع أخرى.